# کورتنی اوکولو
کورتنی اوکولو (انگلیسی: Courtney Okolo؛ زادهٔ ۱۵ مارس ۱۹۹۴) دونده اهل ایالات متحده آمریکا است.
وی در مسابقات کشوری و بین‌المللی در مجموع برندهٔ ۷ مدال طلا، ۱ مدال برنز شده‌است.